# إسا سآرينن
إسا سآرينن (Esa Jouni Olavi Saarinen؛ هوفينكا، 27 يوليو 1953) فيلسوف فنلندي يشتغل حالياً أستاذاً للفلسفة المطبقة بجامعة آلتو للعلوم و التكنولوجيا في هلسنكي ، و مدير مشارك بمجموعة نظم الاستخبارات للأبحاث.
تحصل سآرينن على درجة الدكتوراه في عام 1978 من جامعة هلسنكي التي يحاضر فيها منذ ذلك الحين. انعكست شخصيته العامة المنبسطة -فبات يـُعرف بدكتور بونك- في محاضراته بالجامعة فاستقطبت حاضرين كـُثراً على نحو متزايد حتى أواخر التسعينات . في هذه الأيام قاعات محاضراته في جامعة هلسنكي للتكنولوجيا ممتلئة عن آخرها عاماً بعد آخر .

## روابط خارجية
- إسا سآرينن على موقع ميوزك برينز (الإنجليزية)